# Black Science
Pour les articles homonymes, voir Black Science (comics).
Albums de G//Z/R
Plastic Planet
(1995) Ohmwork
(2005)
Black Science (publié sous le nom Geezer) est le deuxième album du groupe de Geezer Butler, G//Z/R. Il est sorti le 1er juillet 1997 sur le label Eagle Records en Europe et TVT Records en Amérique du nord et a été produit par Geezer Butler et Paul Northfield.

## Historique
Cet album fut enregistré dans les Morin Heights Studios au Québec. Alors que Burton C. Bell (chanteur de Fear Factory à l'époque) chantait sur le premier album, c'est un parfait inconnu, Clark Brown, qui officie sur celui-ci. Alex Henderson, du site AllMusic, estime que la musique de cet album est bien plus proche du groupe de thrash metal américain, Slayer que la musique que Geezer Butler produisait avec Black Sabbath et que Clark Brown, le chanteur, aurait apris une ou deux choses de Tom Araya.
La main qui orne la pochette est un clin d'oeil la chanson de Black Sabbath, Hand of Doom,. La chanson Among the Cybermen est basée sur l'émission de la chaine de télévision anglaise BBC "Doctor Who",.
L'édition japonaise comprend un titre bonus, Beach Skeleton.
Cet album ainsi que Plastic Planet et Ohmwork furent réédités en octobre 2020 par BMG Entertainment.

## Liste des titres
- Tous les titres sont signés par Geezer Butler, Pedro Howse et Clark Brown

1. Man in a Suitcase  – 4:09
2. Box of Six  – 3:53
3. Mysterons  – 5:36
4. Justified  – 4:05
5. Department S  – 4:45
6. Area Code 51  – 4:48
7. Has to Be  – 3:29
8. Number 5  – 5:04
9. Among the Cybermen  – 4:43
10. Unspeakable Elvis  – 3:47
11. Xodiak – 3:34
12. Northern Wisdom  – 3:46
13. Trinity Road  – 3:26

## Musiciens
- Geezer Butler: basse, claviers
- Deen Castronovo: batterie, percussion
- Pedro Howse: guitares
- Clark Brown: chant